# Slag om Berg 3234
De Slag om Berg 3234 (Russisch: Бой у высоты 3234) was een verdedigende slag en succesvolle militaire campagne uitgevochten door de 345e Sovjetparatroepen in Afghanistan in januari 1988. In het uiteindelijke gevecht vochten 39 Russen tegen 200 tot 500 Moedjahedien. Bij het einde van de slag zaten de Russen zonder munitie en telden ze 6 doden en 28 gewonden.
Twee soldaten Vyacheslav Alexandrovich Alexandrov en Andrey Alexandrovich Melnikov, kregen de gouden ster van de Held van de Sovjet-Unie. Alle paratroopers kregen de Orde van de Rode Ster en de Orde van de Rode Banier.
Het gevecht is gedramatiseerd weergeven in de film The 9th Company.

## Achtergrond
In november 1987 begon het 40e leger, onder leiding van generaal Boris Gromov, Operatie Magistral om de weg van Gardez naar Chost te openen.
Chost was al maanden afgesneden door de Moedjahedien, onder leiding van Jalaluddin Haqqani, en moest herbevoorraad worden via de lucht. Onderhandelingen vonden plaats met de Jadranstam en met Haqqani. Deze onderhandelingen slaagden niet vooral omdat Haqqani de stad wilde bezetten als centrum voor zijn onafhankelijke Afghanistan. Voor de operatie was er een propagandacampagne, waarin de Jadran werden opgeroepen om de Moedjahedien niet meer te steunen en de gevechtsgebieden te verlaten.
Zelfs tijdens de onderhandelingen werd al een plan gemaakt en werden de manschappen op scherp gezet. Nadat de onderhandelingen faalden, werden deze plannen uitgevoerd. De operatie werd uitgevoerd door de 108e en 201e gemotoriseerde divisies en paratroepen van de 103e en 56e brigade. Ze werden ondersteund door vijf infanteriedivisies en een tankdivisie van de Afghaanse overheid. Onderzoek heeft een aantal versterkte rebellenbases aangewezen. Deze versterkingen hielden onder andere een mijnenveld van 3 km diep, 10 BM-21 Grad raketwerpers, meerdere anti-vliegtuigkanonnen en DSjK posities, mortieren en RPG's. De rebellen waren klaar voor de verdediging en zorgen dat de hoofdpas en de omringende bergen ondoordringbaar waren. De Sovjets waren ervan bewust dat een frontale aanval suïcidaal was en verzonnen een list om te zorgen dat de rebellen hun posities weggaven. Op 28 oktober 1987 deden de sovjets een neplanding. Ze gooiden aangeklede paspoppen uit de lucht. Dankzij deze list kon een vliegtuig alle coördinaten van rebellenposities doorsturen naar de luchtmacht. Na meerdere vliegtuigbombardementen, en een vier uur lang bombardement uitgevoerd door artillerie, begon Operatie Magistral.

## Het gevecht
Toen de operatie bezig was wilden de Sovjetcommandanten de gehele weg van Gardez naar Chost veiligstellen. Eén van de belangrijkste plekken was een naamloze berg, die getypeerd werd door zijn 3234 m hoogte. De 9e compagnie, onder leiding van kolonel Valery Vostrotin, werd hier aangewezen. Deze compagnie bestond uit 39 soldaten en landde op de bergtop op 7 januari 1988. Ze kregen de taak om een versterking te bouwen op de bergtop vanwaar ze een grote sectie van de weg konden observeren en bezetten. Zo konden konvooien zich veilig over dit stuk weg verplaatsen.
Direct na de landing begonnen de paratroepen posities veilig te stellen. Vlak hierna begonnen de Moedjahedien met aanvallen. In eerste instantie vuurden ze alle wapens af. Na een aantal salvo's begon de Sovjetartillerie met schieten. Toen het rebellengeschut steeds meer afzwakte werd het duidelijk dat er een infanterieaanval werd opgezet.
De paratroepen werden aangevallen door 200 tot 500 Moedjahedien. Ze werden van twee kanten aangevallen. Tijdens de aanvallen hadden de Sovjets constant contact met hun hoofdkwartier en kregen steun in de vorm van artillerie, munitie en helikopterevacuaties voor gewonden.
De eerste aanval werd gevolgd door 11 andere aanvallen tot aan de dageraad van 8 januari, toen de Moedjahedien terugtrokken.

## Doden en gewonden
De sovjet troepen verloren 6 man en 28 raakten gewond.
| Naam en rang                                                                                    | Details | Verkregen medailles                                               |
| Officieren                                                                                      | Officieren | Officieren                                                        |
| ----------------------------------------------------------------------------------------------- | --- | ----------------------------------------------------------------- |
| Tkachyov Sergey Borisovich Senior luitenant                                                     | Vicecommandant van de 9e compagnie Geboorteplaats: Brjansk Gaf leiding aan de manschappen in de 9e compagnie | Orde van de Rode Banier, Orde van de Rode Ster                    |
| Gagarin Viktor Yuryevich Senior luitenant                                                       | Eerste pelotonscommandant | Orde van de Rode Banier Orde van de Rode Ster                     |
| Babenko Ivan Pavlovich Senior luitenant                                                         | Commandant van het artillerie-observatieteam | Orde van de Rode Banier Orde van de Rode Ster                     |
| Rozhkov Sergey Vladimirovich Senior luitenant                                                   | Tweede pelotonscommandant | Orde van de Rode Banier Orde van de Rode Ster                     |
| Motruk Vitaly Vasilyevich Senior luitenant                                                      | Vicecommandant van de 9e compagnie | Orde van de Rode Banier Orde van de Rode Ster                     |
| Kozlov Vasily Praporshchik                                                                      | Starshina - een soort onderofficier - van de 9e compagnie | Orde van de Rode Banier Orde van de Rode Ster                     |
| Sergeanten en soldaten                                                                          | |                                                                   |
| Alexandrov Vyacheslav Alexandrovich Junior Sergeant                                             | Commandant van de NSV machinegeweergroep; postuum Held van de Sovjet-Unie Geboorteplaats: oblast Orenburg, Izobilnoe Gedood tijdens het dekken van de manschappen van het eerste peloton tijdens de eerste aanval. Zijn oude teammaten gaven aan dat "door deze actie hij de waardevolle minuten gaf aan het eerste peloton, die ze zo hard nodig hadden." | Held van de Sovjet-Unie (postuum)                                 |
| Bobko Sergey Soldaat                                                                            | Hospik | Orde van de Rode Banier Orde van de Rode Ster                     |
| Borisov Sergey Sergeant                                                                         | Schutter Gewond | Orde van de Rode Banier Orde van de Rode Ster                     |
| Borisov Vladimir Soldaat                                                                        | Gewond | Orde van de Rode Banier Orde van de Rode Ster                     |
| Verigin Vladimir Senior sergeant                                                                | | Orde van de Rode Banier Orde van de Rode Ster                     |
| Dyomin Andrey Soldaat                                                                           | | Orde van de Rode Banier Orde van de Rode Ster                     |
| Karimov Rustam Soldaat                                                                          | | Orde van de Rode Banier Orde van de Rode Ster                     |
| Kopyrin Arkadiy Soldaat                                                                         | Schutter van de NSV machinegeweergroep | Orde van de Rode Banier Orde van de Rode Ster                     |
| Kriptoshenko Vladimir Olegovich Junior Sergeant                                                 | Schutter Geboorteplaats: oblast Minsk, Krupki. Gedood door een granaatexplosie | Orde van de Rode Banier (postuum) Orde van de Rode Ster (postuum) |
| Kuznezov Anatoly Yuryevich Soldaat                                                              | Schutter Gedood | Orde van de Rode Banier (postuum) Orde van de Rode Ster (postuum) |
| Kuznezov Andrey Soldaat                                                                         | | Orde van de Rode Banier Orde van de Rode Ster                     |
| Korovin Sergey Soldaat                                                                          | | Orde van de Rode Banier Orde van de Rode Ster                     |
| Lash Sergey Soldaat                                                                             | | Orde van de Rode Banier Orde van de Rode Ster                     |
| Melnikov Andrey Alexandrovich Soldaat                                                           | Gebruiker machinegeweer Geboorteplaats: Mahiljow Gedood | Held van de Sovjet-Unie (postuum)                                 |
| Menteshashvili Zurab Soldaat                                                                    | Schutter | Orde van de Rode Banier Orde van de Rode Ster                     |
| Muradov Nurmatdzhon Nimanovich Soldaat                                                          | Sluipschutter | Orde van de Rode Banier Orde van de Rode Ster                     |
| Medvedev Andrey Soldaat                                                                         | Artillerie-oberservant. | Orde van de Rode Banier Orde van de Rode Ster                     |
| Ognev Nikolay Soldaat                                                                           | Schutter Gewond | Orde van de Rode Banier Orde van de Rode Ster                     |
| Ob'edkov Sergey Soldaat                                                                         | Schutter van de NSV machinegeweergroep | Orde van de Rode Banier Orde van de Rode Ster                     |
| Peredelsky Viktor Soldaat                                                                       | | Orde van de Rode Banier Orde van de Rode Ster                     |
| Puzhaev Sergey Soldaat                                                                          | | Orde van de Rode Banier Orde van de Rode Ster                     |
| Salamaha Yury Soldaat                                                                           | | Orde van de Rode Banier Orde van de Rode Ster                     |
| Safronov Yury Soldaat                                                                           | | Orde van de Rode Banier Orde van de Rode Ster                     |
| Suhoguzov Nikolay Soldaat                                                                       | | Orde van de Rode Banier Orde van de Rode Ster                     |
| Tichonenko Igor Soldaat                                                                         | Schutter | Orde van de Rode Banier Orde van de Rode Ster                     |
| Trutnev Pavel Soldaat                                                                           | Geboorteplaats: Kemerovo Gewond. | Orde van de Rode Banier Orde van de Rode Ster                     |
| Shchigolev Vladimir Soldaat                                                                     | Schutter | Orde van de Rode Banier Orde van de Rode Ster                     |
| Fedotov Andrey Alexandrovich Gefreiter, rang iets boven die van een Soldaat (soldaat 1e klasse) | Radio operator van het artillerie-observatieteam Geboortedatum: 29 september 1967 Geboorteplaats: oblast Koergan, M. Dyuryagino Gedood tijdens het eerste bombardement door een RPGschot die omplofte tegen een boom. Zijn doorboorde radiostation wordt bewaard in het Central Armed Forces Museum, Rusland.                                              | Orde van de Rode Banier (postuum) Orde van de Rode Ster (postuum) |
| Fedorenko Andrey Soldaat                                                                        | | Orde van de Rode Banier Orde van de Rode Ster                     |
| Fadin Nikolay Soldaat                                                                           | | Orde van de Rode Banier Orde van de Rode Ster                     |
| Zvetkov Andrey Nikolaevich Junior Sergeant                                                      | Gebruiker machinegeweer Geboorteplaats: Petrozavodsk Gedood | Orde van de Rode Banier (postuum) Orde van de Rode Ster (postuum) |
| Yazuk Evgeny Soldaat                                                                            | | Orde van de Rode Banier Orde van de Rode Ster                     |
| 'Bezberodov Ruslan'                                                                             | | Orde van de Rode Banier Orde van de Rode Ster                     |